# Alexisonfire
Alexisonfire es una banda de música Post-hardcore, formada en St. Catharines, Ontario, Canadá en 2001. La banda está formada por George Pettit (voz), Dallas Green (guitarrista, voz), Wade MacNeil (guitarra, voz), Chris Steele (bajista), y Jordan Hastings (percusión).
Cuando la banda salió a la luz allá a finales del 2001, generó mucho revuelo, lo suficiente como para impresionar a los críticos y conseguir un disco de oro por su primer álbum homónimo.
La banda ha lanzado, además, otros dos álbumes sucesorios, también exitosos: Watch Out! en 2004, y Crisis en 2006; ambos han sido disco de platino en su Canadá natal. Con el lanzamiento de Crisis, la banda hizo una gira hasta diciembre de 2007. En ese momento se tomaron un descanso en navidades y gran parte del 2008 lo dedicaron a componer su nuevo trabajo. En diciembre de 2008, durante un concierto navideño en Hamilton, Ontario, la banda desveló "Young Cardinals" como título del nuevo disco, el cual fue lanzado posteriormente el 23 de junio de 2009.
En agosto de 2011, George envió un mensaje a los aficionados en el sitio web oficial de la banda diciendo que con la salida de dos miembros, Alexisonfire emitiría varios lanzamientos especiales y completaría una gira de despedida de Canadá antes de su despedida.
En 2015 tras 3 años desde su separación la banda anunció un reencuentro y vuelta a los escenarios anunciando 7 fechas incluyendo el Festivales de Reading y de Leeds. 
En septiembre de 2016 Alexisonfire confirma una gira por Australia y Nueva Zelanda como cabezas de cartel junto a The Dirty Nil.

## Historia

### Orígenes y éxito: 2001–2003
Alexisonfire se formó a finales de 2001 tras la ruptura de tres bandas anteriores. Pettit tocaba el bajo en una banda de tech-metal llamada Condemning Salemn, Green era el cantante y guitarrista de Helicon Blue, y MacNeil y Steele tocaban en una banda de pop-punk llamada Plan 9. Todas estas bandas rompieron al mismo tiempo y decidieron juntarse y tirar para adelante a ver qué pasaba. Una vez juntos a ellos se les unió Jesse Ingelevics a los palos y formaron unos primerizos Alexisonfire. El nombre de la banda lo escogieron de Alexis Fire, la única estríper contorsionista embarazada en el mundo. Esto les ocasionó algunos problemas cuando la susodicha descubrió que estaban utilizando su web como nombre para su banda y les amenazó con denunciarlos. Sin embargo, se descubrió que el alias no estaba registrado y no pudo acusarles de nada. El grupo publicó su primer EP, Math Sheet Demos en 2002, llamado así por el hecho de que el CD iba enfundando en una caja del antiguo baterista Jesse Ingelevics' en la que ponía "math homework" (deberes de matemáticas). El grupo llamó la atención al ingeniero de sonido Greg Below y Montreal del periodista Mitch Joel. Ambos estaban creando un sello musical llamado DistortEntertainment y casualmente estaban buscando artistas a los que editar sus discos. Below trabajaba con EMI al mismo tiempo y se aprovechó de ello para grabar a la banda en las instalaciones y estudio de grabación que poseía la compañía. Below también utilizó este "enchufe" para co-publicarlo y distribuirlo junto con EMI.
El 9 de septiembre de 2002 se puso a la venta Alexisonfire, en cuya portada aparecían dos alumnas de un colegio católico preparadas para enzarzarse en una pelea de cuchillos, "situación" que anteriormente había utilizado la banda para describir su sonido. Aunque el disco se haya distribuido por muchos lados gracias a EMI, el éxito del álbum se debió principalmente al boca a boca. Para presentar el disco la banda realizó dos giras por su Canadá natal así como dieron sus primeros pasos en las escenas estadounidenses y europeas, tocando con gente como Billy Talent, GWAR, Juliana Theory, Godsmack o Glassjaw. Lo que una vez empezaron como hobby cada vez se estaba convirtiendo más en un trabajo a tiempo completo. Poco después, Alexisonfire obtendría el disco de oro en Canadá, con unas ventas de su disco que sobrepasaban las 50.000 unidades.

### Watch Out!: 2004–2005
Las principales discográficas habían visto el éxito que habían tenido los canadienses con su primer disco y es por eso que estaba detrás de ellos. Sin embargo, cuando los integrantes de Alexisonfire pensaron en un segundo álbum, por razones puramente artísticas, preferían quedarse en una discográfica independiente en la que pudieran expresarse libremente y en la que pudieran ser ellos y no otros los que decidieran su propio sonido. [cita requerida]. Se quedaron pues con Distort Entertainment y en vez de trabajar con un productor famoso o de renombre, decidieron hacerlo con Julius Butty en el estudio de éste, cercano a Hamilton, Ontario.
Watch Out! se publicó el 29 de junio de 2004. Fue un éxito inmediato. Llegó a la sexta posición dentro de la lista musical de éxitos Nielsen Soundscan que se ocupa de los 200 títulos más exitosos en toda Canadá y recibió el disco de oro también en ese país en menos de 12 semanas. La crítica los acogió de una manera desmesurada y en gran parte la banda se lo merecía. Habían estado girando unos 18 meses sin parar, lo cual les había proporcionado más tablas, música más directa y emotiva. Con este segundo álbum se demostró que a pesar de que el primer disco era un buen disco, se podía esperar mucho más de ellos.

Creo que si haces una cosa durante un tiempo al final te vuelves un experto en hacer eso. Hemos estado mucho tiempo en la carretera y eso nos ha dado muchas tablas. También hemos tenido un excelente productor como lo es Julius Butty. Hemos aprendido a tocar como queremos sonar. Ya no somos los primeros Alexisonfire que entraron al estudio sin experiencia. Hemos cambiado bastante.

En una de las giras que hicieron para presentar el álbum junto con Johnny Truant y The Blood Roses en Glasgow, Scotland en octubre de 2005, cada uno de los miembros de las tres bandas se tatuó la palabra "Yetti". Posteriormente, en el programa The New Music del canal de MuchMusic, Pettit y Green explicaron que decidieron hacerse este tatuaje tras ver la película de Gary Oldman The Firm que se estrenó en el año 1988.

### Crisis: 2006–2007

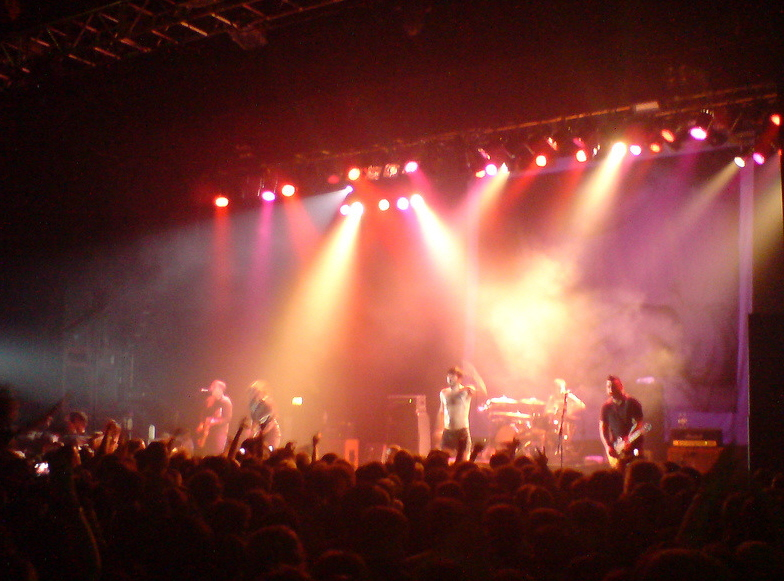
Alexisonfire performing in 2007.

El 22 de agosto de 2006, Alexisonfire publicaron su tercer disco de estudio, Crisis, que según Allmusic es el mejor hasta la fecha. Se preparó una fiesta de presentación del disco un tanto especial, pues para ello la banda se desplazó hasta Londres donde hicieron un pequeño concierto metidos en un barco que les llevó por el Támesis. Para presentar el disco, la banda hizo una gira que abarcó Canadá casi en su totalidad junto con bandas como Every Time I Die, Cancer Bats y Attack in Black; esta última terminaría fichando por el sello Distort Entertainment. A esta gira le siguió otra por terreno estadounidense junto a las bandas Moneen, Cancer Bats y A Change of Pace.
En alguna entrevista reciente, el cantante George Pettit comentó que no sabía cuál sería la dirección que tomase la banda en su próximo álbum, pero "de lo que estoy seguro es que queremos hacer más hincapié en el screamo". [cita requerida]
A pesar de que estuvieron de gira con Anti-Flag, Norma Jean les reemplazó a estos últimos en algunas fechas. También estuvieron girando con bandas como Saosin y The Bled. En su tour inglés en noviembre de 2007 les telonearon Saosin, The Ghost of a Thousand y Your Rigamortus.

### Old Crows/Young Cardinals: 2008–2009
En julio de 2008 se dispararon los rumores acerca de una supuesta separación de los miembros de Alexisonfire. Wade MacNeil lo comentó a modo de broma en una radio australiana y a los fanes por poco les da algo.triple j's short.fast.loud

Desde que Dallas se ha ido a vivir a Los Ángeles no tengo mucho contacto con él. No sé lo que pasará. Solo hay que esperar a ver que nos trae el tiempo. No quiero decir bien claro que Alexisonfire están a punto de separarse...pero bueno, que leches, ¡si, estamos a punto de tirar la toalla! .

La broma de MacNeil la explicó unos días más tarde la discográfica en una nota de prensa emitida tanto por la discográfica como por la banda:

Lo que empezó en un principio como una broma pequeña, se ha convertido en una gran bola de nieve. Hemos creído conveniente mandar esta nota de prensa para que nadie se siga alarmando. Alexisonfire NO SE SEPARAN, es más, están preparando lo que será el siguiente disco.[cita requerida]

La empresa que se encargaba del managemente de la banda y Wade MacNeil poco después comentaron que ya habían terminado al menos 10 canciones para el nuevo disco.
Mientras ocurría todo esto, Jordan Hastings se desmayó en un concierto y estuvo ingresado en el hospital donde fue diagnosticado con una afección a la tráquea pulmonar.[cita requerida]
La banda estuvo hablando sobre la dirección que iba a tomar su nuevo álbum en un artículo del The London Free Press:

Los fans van a poder disfrutar de oír un sonido "nuevo, raro".[...] Estamos consiguiendo sonidos realemente crudos y duros, ¡y nos gustan!. Pero yo mismo tengo un montón de nuevas ideas que aunque son diferentes a lo que tenemos trataremos de hacerlas encajar. Quisiera hacer canciones más lentas, conseguir nuevas atmósferas, ambientes. [...]En nuestro último álbum nunca quise pensar en estas cosas pues era mucho más agresivo pero ahora veo ciertas posibilidades.

Alexisonfire entraron en el estudio a primeros del mes de febrero de 2009 para grabar lo que sería su cuarto disco. Aunque se previó la fecha de lanzamiento para mayo de 2009, fue lanzado finalmente el 23 de junio de ese mismo año
Así mismo han confirmado su participación en el Warped Tour 2009.
El título del nuevo disco, Young Cardinals, se dio a conocer en un concierto navideño que la banda dio en Hamilton, Ontario el pasado 20 de diciembre de 2008.
A pesar de que el álbum inicialmente se llamaría "Young Cardinals", finalmente se decidió cambiar el nombre por "Old Crows/Young Cardinals", lo cual fue anunciado el 1 de abril de 2009.

## Proyectos paralelos
Los miembros de la banda tienen numerosos proyectos paralelos:

### City and Colour
City and Colour es el proyecto paralelo y en solitario de Dallas Green, con el que ha publicado dos EP EP Missing EP y The Death of Me; dos álbumes de estudio, Sometimes y Bring Me Your Love y un álbum en directo, Live todos ellos bajo el sello Dine Alone Records. La canción de Alexionfire, "Where No One Knows", era en principio una canción de Dallas Green (de su proyecto City and Colour) donde algunas de las letras aparecen en "Sam Malone". Lo mismo pasó con "Side Walk When She Walks", que un principio era de City and Colour pero luego la grabaron con Alexisonfire. El nombre del proyecto paralelo se le ocurrió a Dallas asociando su nombre al de la ciudad y su apellido al del color.

### The Black Lungs
The Black Lungs es la banda que ha montado Wade MacNeil. En un principio los miembros eran George Pettit, Jordan "Ratbeard" Hastings y Sean McNabb de la banda ya separada Jersey. Después de unos cuantos conciertos la banda se rompió quedando sólo en ella su fundador. Sammi Bogdanski, la exnovia de la hermana de Wade, le ha acompañado a Wade con el piano mientras Wade se ocupaba de las tareas de voces y guitarras. El debut de Wade se ha llamado Send Flowers y se publicó el 20 de mayo de 2008 con Dine Alone Records.
A principios de 2008, Wade anunció que haría una gira conjunta con Cancer Bats y A Textbook Tragedy, en la que Liam de los Cancer Bats se ocuparía de los palos, George de Alexisonfire con el bajo y el técnico de guitarras de Moneen, Haris, les acompañaría con los teclados. El tour se realizó sobre todo por la zona este de Canadá centrándose en especial en Ontario y Quebec con algunas pequeñas paradas en PEI, Nuevo Brunswick y Nueva Escocia.
Después de eso, Wade se unió de nuevo a los Cancer Bats para girar por toda Canadá. Esta vez con cambios en la formación pues aunque George y Haris ocupaban sus puestos, en el puesto de batería Liam sería suplantado por Pat Pengelly, uno de los miembros de Bedouin Soundclash.

### Bergenfield Four
George Pettit cantó en un concierto el 1 de septiembre de 2006 en una banda formada por miembros de Attack in Black, Keep It Up y Fucked Up. El nombre lo eligieron tras los suicidios ocurridos en Bergenfield, N.J. Publicaron un 7" a principios del 2007 pero no tienen ni myspace ni se ha sabido nada nuevo de este proyecto.

### Fucked Up
George Pettit de vez en cuando toca el bajo con la banda de hardcore de Toronto Fucked Up. Así mismo, él y Dallas han hecho algunas coros para el disco de este grupo.

## Miembros

### Miembros actuales
- George Pettit — Guturales (2001–2011) (2015-presente)
- Dallas Green — voz, guitarras, piano (2001–2011)  (2015-presente)
- Wade MacNeil — guitarras, voz (2001–2011) (2015-presente)
- Chris Steele — bajo (2001–2011) (2015-presente)
- Jordan Hastings — batería, percusión (2005–2011) (2015-presente)

### Miembros anteriores
- Jesse Ingelevics — batería, percusión (2001–2005)

### Miembros temporales
- Kenny Bridges — bajo (2008)

El 14 de junio de 2005 la banda publicó en su web que Jesse Ingelevics dejaría de ser uno más de la banda. Según los rumores no había buena relación entre la banda y el batería además del hecho que este último quería pasar más tiempo con su familia y su prometida.
En 2008, Kenny Bridges de Moneen se ocupó de las tareas de bajista en algunos shows por la ausencia desconocida de Steele

## Premios y nominaciones
| Año  | Evento                            | Ganadores                                                   | Nominados |
| ---- | --------------------------------- | ----------------------------------------------------------- | --- |
| 2004 | Canadian Independent Music Awards | Best Video ("Pulmonary Archery")                            | |
| 2004 | CASBY Awards                      | NXNE Favourite Indie Band                                   | |
| 2004 | MuchMusic Video Awards            | VideoFACT ("Counterparts and Number Them")                  | Best Independent Video ("Counterparts and Number Them")                                                            |
| 2005 | Juno Awards                       | New Group Of The Year                                       | |
| 2005 | MuchMusic Video Awards            | Best Independent Video ("Accidents")                        | Peoples' Choice Award – Favourite Canadian Group, MuchLOUD Best Rock Video ("Accidents")                           |
| 2005 | SPIN.com Band of the Year         |                                                             | Band of the Year in the "All-Ages" category                                                                        |
| 2006 | CASBY Awards                      | Favorite New Indie Release (Crisis)                         | |
| 2007 | Juno Awards                       |                                                             | Group of the Year                                                                                                  |
| 2007 | MuchMusic Video Awards            | Best Cinematography ("This Could Be Anywhere in the World") | Peoples' Choice Award – Favourite Canadian Group, MuchLOUD Best Rock Video ("This Could Be Anywhere in the World") |

## Discografía
| Fecha de publicación    | Título                                         | Discográfica(EE. UU.) | Discográfica (CANADÁ) | Premios                   |
| ----------------------- | ---------------------------------------------- | --------------------- | --------------------- | ------------------------- |
| 9 de septiembre de 2002 | Alexisonfire                                   | Equal Vision          | Distort               | Disco Platino (Canadá)[4] |
| 29 de junio de 2004     | Watch Out!                                     | Equal Vision          | Distort               | Disco Platino (Canadá)[5] |
| 31 de octubre de 2005   | The Switcheroo Series: Alexisonfire vs. Moneen | Vagrant Records       | Dine Alone            | Disco Platino (Canadá)[5] |
| 22 de agosto de 2006    | Crisis                                         | Vagrant Records       | Distort               | Disco Platino (Canadá)[6] |
| 23 de junio de 2009     | Old Crows/Young Cardinals                      | Vagrant Records       | Distort               | - (-)                     |
| 31 de octubre de 2010   | Dog's Blood                                    |                       | Dine Alone            |                           |